# Rue Eugène-Pelletan
La rue Eugène-Pelletan est une voie du 14e arrondissement de Paris, en France.

## Situation et accès
La rue Eugène-Pelletan est une voie publique située dans le 14e arrondissement de Paris. Elle débute au 13, rue Froidevaux et se termine au 1, rue Lalande.

## Origine du nom
Elle porte le nom de l'écrivain, journaliste et homme politique français, Eugène Pelletan (1813-1884). 

## Historique
La voie est ouverte par la ville de Paris en 1884 et prend sa dénomination par arrêté du 28 décembre 1894. 